# Agot Isidro
María Margarita Amada Fteha Isidro (20 de julio de 1966, Manila), conocida artísticamente como Agot Isidro. Es una actriz, cantante y modelo filipina. Ella es la cuarta de seis hijos del arquitecto José Isidro y Edwarda Fteha, se graduó en la Universidad de Filipinas, Diliman, con una Licenciatura en Diseño de Interiores. Agot también estudió Compra y Merchandising de Moda en el prestigioso Instituto de Tecnología de la Moda en Nueva York, donde se graduó bajo el título de magna cum laude. También se graduó con un máster de Comunicación en la Universidad Ateneo de Manila. 

## Filmografía

### Televisión
| Año       | Título                                                 | Personaje                        | Rol               | Cadena                     |
| --------- | ------------------------------------------------------ | -------------------------------- | ----------------- | -------------------------- |
| 1990      | The Sharon Cuneta Show                                 |                                  |                   | ABS-CBN                    |
| 1990–1995 | Sa Linggo nAPO Sila                                    |                                  |                   | ABS-CBN                    |
| 1991      | Mana Mana                                              | Agot                             |                   | ABS-CBN                    |
| 1993      | Oki Doki Doc                                           | Alexandra "Alex" Macunatan       |                   | ABS-CBN                    |
| 1993      | GMA Telecine Specials                                  |                                  |                   | GMA Network                |
| 1993      | Spotlight Presents: Agot Isidro                        |                                  |                   | GMA Network                |
| 1995–1998 | 'Sang Linggo nAPO Sila                                 | Host                             |                   | ABS-CBN                    |
| 1996      | Star Drama Presents: Agot                              |                                  |                   | ABS-CBN                    |
| 1997–2002 | !Oka Tokat                                             | Rona Catacutan Del Fierro        | Actriz secundaria | ABS-CBN                    |
| 2003      | Wansapanataym: Hansel, Gretel and Ethel                | Witch                            | Actriz secundaria | ABS-CBN                    |
| 2004      | Marina                                                 | Sheila Corrales-Sandico / Dugyot |                   | ABS-CBN                    |
| 2005–2006 | Search for the Star in a Million                       | Judge                            |                   | ABS-CBN                    |
| 2005      | Mga Anghel na Walang Langit                            | Aling Pilar                      | Actriz invitada   | ABS-CBN                    |
| 2006–2007 | Komiks Presents: Da Adventures of Pedro Penduko        | Bukang Liwayway                  | Actriz secundaria | ABS-CBN                    |
| 2007      | Komiks Presents: Si Pedro Penduko at ang mga Engkantao | Reyna Bukang Liwayway            | Actriz principal  | ABS-CBN                    |
| 2007      | Rounin                                                 | Naya                             | Actriz secundaria | ABS-CBN                    |
| 2008      | Maalaala Mo Kaya: Mansyon                              | Lina                             | Actriz principal  | ABS-CBN                    |
| 2008      | Lobo                                                   | Nessa Blancaflor-Raymundo        | Actriz secundaria | ABS-CBN                    |
| 2009      | Tayong Dalawa                                          | Ingrid Martinez-Garcia/Cardenas  | Actriz secundaria | ABS-CBN                    |
| 2010      | Tanging Yaman                                          | Marcela Policarpio               | Actriz principal  | ABS-CBN                    |
| 2010      | 1DOL                                                   | Laura Suarez                     |                   | ABS-CBN                    |
| 2011      | Agimat: Ang Mga Alamat ni Ramon Revilla: Bianong Bulag | Veronica Gutierrez               |                   | ABS-CBN                    |
| 2011      | Minsan Lang Kita Iibigin                               | young Remedios Sebastiano        |                   | ABS-CBN                    |
| 2011      | 100 Days to Heaven                                     | Diana                            |                   | ABS-CBN                    |
| 2011–2012 | Nasaan Ka Elisa?                                       | Dana Altamira                    | [ 1 ] [ 2 ]       | ABS-CBN                    |
| 2012      | E-Boy                                                  | Ria Villareal                    |                   | ABS-CBN                    |
| 2012      | One True Love                                          | Leila Samonte                    |                   | GMA Network                |
| 2012      | Paroa: Ang Kuwento ni Mariposa                         | Amalia De Guzman                 |                   | GMA Network                |
| 2013      | Indio                                                  | Linang                           |                   | GMA Network                |
| 2013      | Vampire ang Daddy Ko                                   | Adelle                           |                   | GMA Network                |
| 2013      | Magpakailanman: Sex for Sale                           | Norma Diwa                       |                   | GMA Network                |
| 2013      | Muling Buksan Ang Puso                                 | Carissa Beltran-Dela Vega        | [ 3 ]             | ABS-CBN                    |
| 2013      | Titser                                                 | Sandra                           |                   | GMA Network                |
| 2014      | Carmela: Ang Pinakamagandang Babae Sa Mundong Ibabaw   | Amanda Fernandez                 |                   | GMA Network                |
| 2014–2015 | Bagito                                                 | Sylvia Samson-Lorenzo            |                   | ABS-CBN                    |
| 2015–2017 | FPJ's Ang Probinsyano                                  | Verna Syquia-Tuazon              | Actriz principal  | ABS-CBN                    |
| 2018      | Asintado                                               | Hillary Gonzales-Del Mundo       | Actriz principal  | ABS-CBN                    |
| 2019      | Sino ang May Sala?: Mea Culpa                          | Dolores Miranda                  |                   | ABS-CBN                    |
| 2019      | Maalaala Mo Kaya: Passport                             | Angela Wilson                    | Actriz principal  | ABS-CBN                    |
| 2019      | Call Me Tita                                           | Celine Hontiveros                | Actriz principal  | iWantTFC                   |
| 2020–2022 | La Vida Lena                                           | Vanessa Rubio-Narcisco           |                   | iWantTFC Kapamilya Channel |
| 2021      | Love Beneath The Stars                                 | Faye Cruz                        |                   | iWantTFC                   |
| 2022      | Flower of Evil                                         | Carmen Del Rosario               |                   | Kapamilya Channel          |
| 2022      | 2 Good 2 Be True                                       | Atty. Roma Badayos               |                   | Kapamilya Channel          |
| 2022      | Lyric and Beat                                         | Viola Espiritu                   |                   | iWantTFC                   |

### Películas
| Año  | Título                     | Personaje           |
| ---- | -------------------------- | ------------------- |
| 2023 | Rookie                     | Jules               |
| 2023 | Ten Little Mistresses      | Helga               |
| 2022 | Family Matters             | Odette              |
| 2020 | Motel Acacia               | Angeli              |
| 2018 | Recipe for Love            | Mona Marcelo        |
| 2017 | Ang Panday                 | Cameo role          |
| 2017 | Changing Partners          | Alex                |
| 2015 | All You Need Is Pag-ibig   | Jessica             |
| 2013 | Mga Anino ng Kahapon       | Irene               |
| 2012 | One More Try               | Marga               |
| 2012 | Sossy Problems             | Glory               |
| 2011 | My House Husband: Ikaw Na! | Cynthia             |
| 2011 | Yesterday, Today, Tomorrow | Agnes               |
| 2011 | Mga Mumunting Lihim        | Sandra              |
| 2011 | Way Back Home              | Amelia/Amy Santiago |
| 2009 | Ang Darling Kong Aswang    | Ayah                |
| 2009 | Patient X                  | Myrna               |
| 2008 | Huling Pasada              |                     |
| 2007 | Nars                       | Marissa             |
| 2006 | Tulad ng Dati              | Beth Pangan         |
| 1998 | April, May, June           | April               |
| 1997 | Ipaglaban Mo: The Movie II |                     |
| 1997 | Da Best in Da West         | Leah                |
| 1997 | I Do, I Die! Dyos Ko Day   | Helena Mendiola     |
| 1995 | Oki-doki Dok               | Alex                |
| 1994 | Pangako ng Kahapon         | Elizabeth           |
| 1993 | May Minamahal              | Trina               |
| 1993 | Masahol Pa Sa Hayop        | Atty. Joan Sanchez  |
| 1993 | Kalabog en Bosyo           |                     |

## Discografía
- 1993 Sa Isip Ko
- 1995 Hush
- 1996 The Best of Agot Isidro
- 1997 Winds Of Change
- 1999 Best in Me
- 2006 The Island
- 2006 Silver Series
- 2009 White Lace and Promises

## Premios y nominaciones
| Año  | Premio                                                       | Categoría                                                                       | Trabajo nominado        | Result   |
| ---- | ------------------------------------------------------------ | ------------------------------------------------------------------------------- | ----------------------- | -------- |
| 2022 | Star Awards for Movies                                       | Mejor actriz secundaria del año                                                 | La muerte de Nintendo   | Nominada |
| 2021 | Entertainment Editors' Choice Awards                         | Mejor actriz secundaria                                                         | Motel Acacia            | Nominada |
| 2019 | FAP Awards                                                   | Mejor actriz                                                                    | Changing Partners       | Nominada |
| 2018 | FAMAS Awards                                                 | Mejor actriz                                                                    | Changing Partners       | Ganadora |
| 2014 | Golden Screen TV Awards                                      | Mejor actriz                                                                    | Magpakailanman          | Nominada |
| 2013 | 37th Gawad Urian Awards                                      | Mejor actriz                                                                    | Mga Anino ng Kahapon    | Nominada |
| 2013 | ENPRESS Golden Screen Awards                                 | Mejor actriz                                                                    | Mga Mumunting Lihim     | Nominada |
| 2013 | 39th Metro Manila Film Festival                              | Mejor actriz                                                                    | Mga anino ng kahapon    | Ganadora |
| 2011 | 8th Cinemalaya Independent Film Festival–Director's Showcase | Mejor actriz secundaria (with Judy Ann Santos, Iza Calzado and Janice de Belen) | Mga Mumunting Lihim     | Ganadora |
| 2009 | 35th Metro Manila Film Festival                              | Mejor actriz secundaria                                                         | Ang Darling Kong Aswang | Nominada |
| 2009 | 23rd PMPC Star Awards for TV                                 | Mejor actriz                                                                    | Tayong Dalawa           | Nominada |
| 2009 | 33rd Gawad Urian Awards                                      | Mejor actriz secundaria                                                         | Huling Pasada           | Nominada |
| 2007 | 31st Gawad Urian Awards                                      | Mejor actriz secundaria                                                         | Tulad ng dati           | Nominada |